# Guerre de Succession de Stettin
 (octobre 2023).
Si vous disposez d'ouvrages ou d'articles de référence ou si vous connaissez des sites web de qualité traitant du thème abordé ici, merci de compléter l'article en donnant les références utiles à sa vérifiabilité et en les liant à la section « Notes et références ».

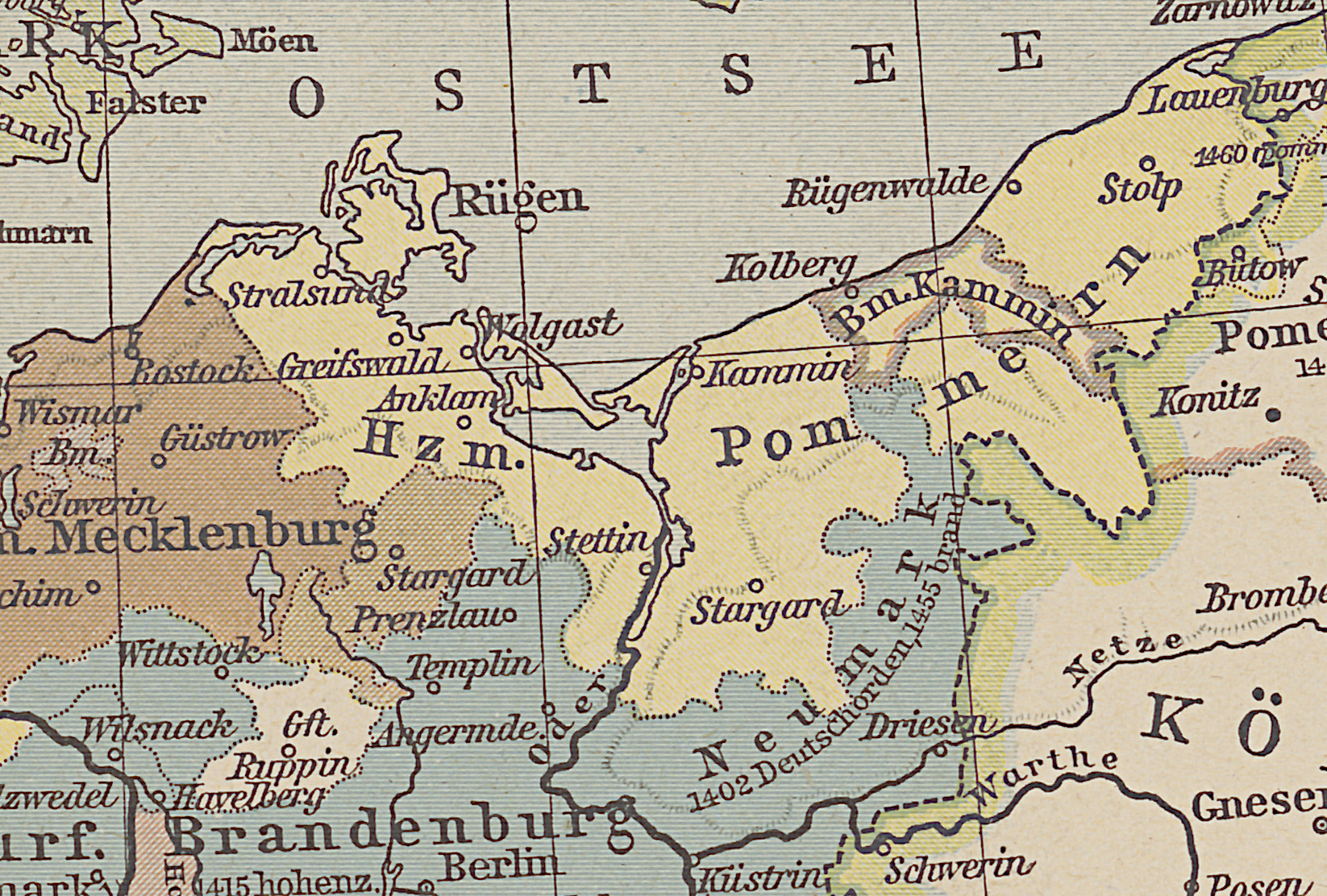
La Poméranie en 1477. Friedrich Wilhelm Putzger

La guerre de Succession de Stettin est un conflit entre les ducs de Poméranie et l'électeur de Brandebourg. Il commence en 1464, après la mort d’Otto III (ou Othon, en français), le dernier duc de Poméranie de la lignée de Poméranie-Stettin. Les ducs de Poméranie-Wolgast, Éric II et Warcisław X, proclament qu'ils sont ses héritiers naturels. L'électeur Frédéric II de Brandenburg soutient que la Poméranie-Stettin est un fief du Brandebourg dont le duc, Otto III, est mort sans héritier mâle et qui doit ainsi revenir au Brandebourg.

## Le conflit
Après que le duc Otto III de Poméranie-Stettin soit mort de la peste en 1464, l'électeur Frédéric proclame la suzeraineté du Brandebourg sur la Poméranie, une prétention qui n'avait jamais été clairement établie, et revendique ses droits sur la Poméranie-Stettin. Le 21 janvier 1466, les ducs et l'électeur concluent le traité de Soldin par lequel l'électeur inféode les ducs de la Poméranie : ces derniers le reconnaissent comme leur seigneur lige. Mais les ducs de Poméranie ne respectent pas les obligations prévues par le traité et le conflit éclate de nouveau.   
En 1468, Brandebourg s'empare de plusieurs cités de Poméranie sur les deux rives de l'Oder. Après le siège infructueux d'Ueckermünde, les deux parties acceptent de conclure une trêve. Le seul résultat des négociations de paix de Piotrków Kujawski est une prorogation de la trêve.  En mai 1470, Éric II envahit la Nouvelle Marche et la livre au pillage. Dans le même temps, l'empereur Frédéric III reconnaît les prétentions du Brandebourg. L'empereur inféode à l'électeur Frédéric II la Poméranie-Stettin et donne l'ordre à Éric II et à Warcisław X de reconnaître Frédéric comme leur suzerain. Le duc Henri IV de Mecklembourg offre sa médiation, et à la fin de mai 1472, un ultime traité de paix est signé à Prenzlau.  
Les ducs et les États de Poméranie rendent l'hommage à Frédéric II, qui obtient de conserver les territoires qu'il a conquis.
Les ducs font appel à plusieurs professeurs de droit de l'université de Greifswald afin de réexaminer les termes du traité de paix – parmi eux, Johannes Parleberg, Matthias von Wedel, Sabel Siegfried le Jeune, Hermann Slupwachter, Johann Elzing, Heinrich Zankenstede et Georg Walter. Gerwin Rönnegarwe et Hertnidt vom Stein jouent également un rôle.

## Conséquences
L'issue du conflit est défavorable à la Poméranie : bien que les ducs puissent conserver la Poméranie-Stettin, ils sont contraints de reconnaître la suzeraineté du Brandebourg. Bogusław X de Poméranie entreprend de renégocier un traité plus favorable à la Poméranie à Pyritz en 1493. Le Brandebourg abandonne finalement ses prétentions de suzeraineté lors de du traité de Grimnitz en 1529 ; en retour, les ducs de Poméranie acceptent de concéder leur droit de succession à l'Électorat de Brandebourg au cas où la maison de Poméranie s'éteindrait.